# James Gosling
James Gosling (Calgary, 19 maggio 1955) è un informatico e blogger canadese, inventore del linguaggio di programmazione Java.

## Istruzione e carriera
Nel 1977 ottiene il Bachelor of Science in Informatica dall'Università di Calgary, e nel 1983 consegue anche il dottorato alla Carnegie Mellon University, con una tesi intitolata The Algebraic Manipulation of Constraints (La manipolazione algebrica dei vincoli). Durante il dottorato Gosling creò Gosmacs, una variante dell'editor di testo Emacs. In seguito sviluppò una versione multi-processore del sistema operativo Unix, nonché diversi compilatori e sistemi di posta.
Nel 1984 Gosling entrò alla Sun Microsystems, dove si guadagnò fama mondiale inventando il linguaggio di programmazione a oggetti Java.
Il 2 aprile 2010, Gosling rassegna le dimissioni dalla Sun Microsystems recentemente acquisita dalla Oracle Corporation, asserendo sul suo blog personale che ogni ulteriore commento su questa vicenda farebbe "più male che bene".

## Libri
- Ken Arnold, James Gosling, David Holmes, The Java Programming Language, Fourth Edition, Addison-Wesley Professional, 2005, ISBN 0-321-34980-6
- James Gosling, Bill Joy, Guy L. Steele Jr., Gilad Bracha, The Java Language Specification, Third Edition, Addison-Wesley Professional, 2005, ISBN 0-321-24678-0
- Ken Arnold, James Gosling, David Holmes, The Java Programming Language, Third Edition, Addison-Wesley Professional, 2000, ISBN 0-201-70433-1
- James Gosling, Bill Joy, Guy L. Steele Jr., Gilad Bracha, The Java Language Specification, Second Edition, Addison-Wesley, 2000, ISBN 0-201-31008-2
- Gregory Bollella (Editor), Benjamin Brosgol, James Gosling, Peter Dibble, Steve Furr, David Hardin, Mark Turnbull, The Real-Time Specification for Java, Addison Wesley Longman, 2000, ISBN 0-201-70323-8
- Ken Arnold, James Gosling, The Java programming language Second Edition, Addison-Wesley, 1997, ISBN 0-201-31006-6
- Ken Arnold, James Gosling, The Java programming language, Addison-Wesley, 1996, ISBN 0-201-63455-4
- James Gosling, Bill Joy, Guy L. Steele Jr., The Java Language Specification, Addison Wesley Publishing Company, 1996, ISBN 0-201-63451-1
- James Gosling, Frank Yellin, The Java Team, The Java Application Programming Interface, Volume 2: Window Toolkit and Applets, Addison-Wesley, 1996, ISBN 0-201-63459-7
- James Gosling, Frank Yellin, The Java Team, The Java Application Programming Interface, Volume 1: Core Packages, Addison-Wesley, 1996, ISBN 0-201-63453-8
- James Gosling, Henry McGilton, The Java language Environment: A white paper Archiviato il 31 ottobre 2017 in Internet Archive., Sun Microsystems, 1996
- James Gosling, David S.H. Rosenthal, Michelle J. Arden, The NeWS Book : An Introduction to the Network/Extensible Window System (Sun Technical Reference Library), Springer, 1989, ISBN 0-387-96915-2